# Język akwitański

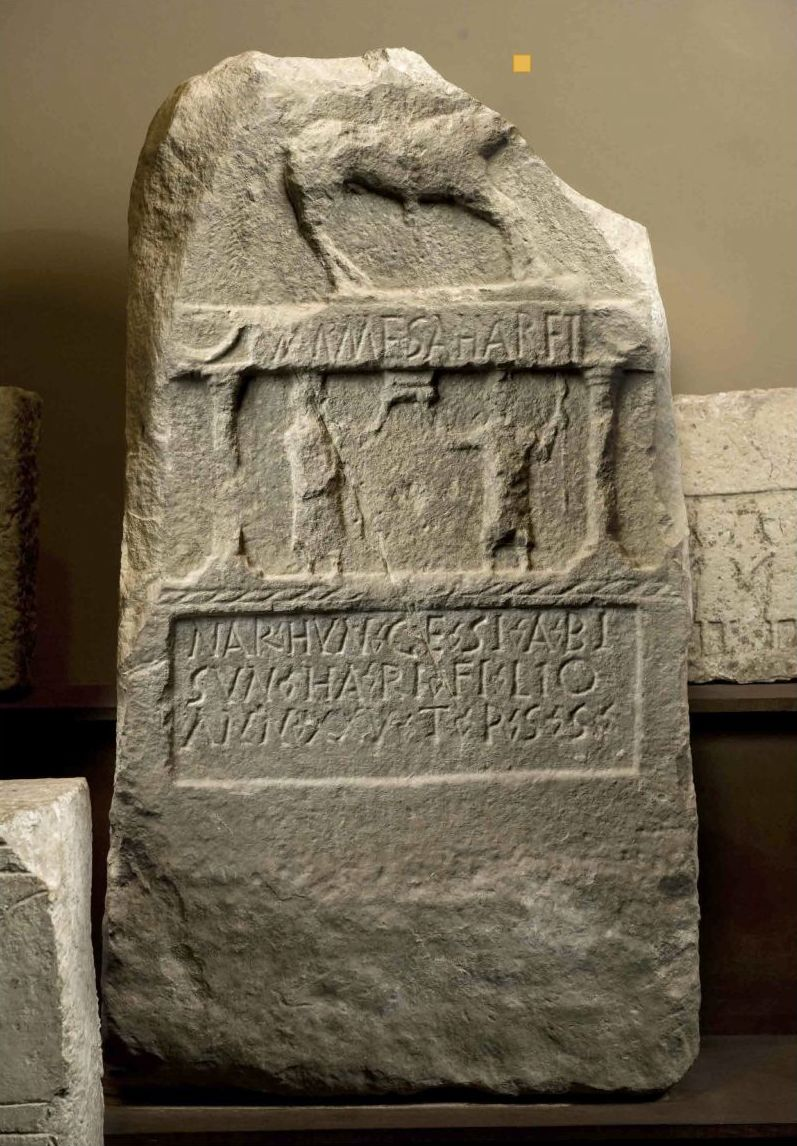
Pismo rzymskie ze starożytnymi nazwami baskijskimi, znalezione w Lerga, Nawarra.

Język akwitański – język używany w starożytności przez mieszkańców Akwitanii. Przetrwał do wczesnego średniowiecza.
Jedyne jego ślady przetrwały w tekstach łacińskich, gdzie zachowało się 70 imion bóstw i około 400 nazw własnych.

## Akwitański a baskijski
Z zachowanych śladów języka akwitańskiego wiadomo, że był on na pewno spokrewniony z językiem baskijskim. Niektórzy badacze uważają język akwitański za grupę archaicznych dialektów baskijskiego.
| Akwitański              | Baskijski      | Znaczenie  |
| ----------------------- | -------------- | ---------- |
| Andere, Andre-          | andre          | kobieta    |
| Belex, -belex, -bel(e)s | beltz, bele    | czarny     |
| Cis(s)on                | gizon          | człowiek   |
| Nescato                 | neska, neskato | dziewczyna |
| Sembe-                  | seme (<*senbe) | syn        |
| Seni                    | sein (<*seni)  | brat       |
| Sahar                   | zahar          | stary      |
| corri                   | gorri          | czerwony   |